# 阮福綿㝑
阮福綿㝑（越南语：／，1838年6月5日—1902年8月19日），越南阮朝明命帝第七十六子，生母麗嬪阮氏翠竹。

## 生平
明命十九年閏四月十三日（1838年6月5日），阮福綿㝑在順化皇城出生。嗣德十一年（1858年）正月，受封為安川郡公（越南语：／）。同慶乙酉年（1885年），晉封川國公（越南语：／），兼攝尊人府右尊人。成泰四年（1892年）八月，因所屬候兵砍柴時連殺兩人，降為安川郡公（越南语：／），停兼尊人府職務，並不准參與節慶典禮。成泰五年（1893年）八月，因有悔過，開復為川國公（越南语：／）。成泰八年（1896年），晉封安川公（越南语：／）。成泰九年（1897年），擔任尊人府左尊人。成泰十年（1898年）二月，晉封安川郡王（越南语：／）。成泰十四年七月十六日（1902年8月19日），阮福綿㝑去世，壽六十五歲。同年八月，成泰帝追贈其為安川王（越南语：／），賜諡端恭。

## 子女
阮福綿㝑有9子6女。後代按御賜皮字部起名。
- 子阮福洪𥀁[8]
- 子阮福洪波
- 子阮福洪皵
- 子阮福洪㿰，恩封安壽亭侯。